# Décès en 1141
Décès
- 1137
- 1138
- 1139
- 1140
- 1141
- 1142
- 1143
- 1144
- 1145

Cette page dresse une liste de personnalités mortes au cours de l'année 1141 :
- 13 février : Béla II de Hongrie, dit l’Aveugle, roi de Hongrie.
- après le 11 avril : Chrysogone, cardinal français.
- 12 ou 13 avril : Engelbert II de Sponheim, margrave d' Istrie  et de  Carniole puis duc de Carinthie et margrave de Vérone
- 15 mai : Aubrey II de Vere, seigneur de Castle Hedingham.
- 25 mai : Marguerite de l'Aigle, reine consort de Navarre.
- 28 mai : Aymery de La Châtre, cardinal français.
- 18 octobre : Léopold Ier / IV, duc de Bavière et margrave d'Autriche

- Albéric de Reims, théologien, évêque de Châlons puis archevêque de Bourges.
- Éléonore de Blois, noble française.
- Guillaume Ier de Nîmes, 38e évêque de Nîmes.
- Guy de Lons, évêque de Lescar.
- Hamelin (évêque de Rennes)
- Hugues III de Campdavaine, comte de Saint-Pol.
- Ibn al-Arif, ou Abul Abbas Ahmad Ibn Mohammed Ibn Musa Ibn Ata Allah al-Mariyyi al-Sanhaji, Soufi andalou.
- Jean I (évêque de Lisieux)
- Joseph ibn Migash II, rabbin andalou.
- Juda Halevi, rabbin, philosophe, médecin et poète séfarade.
- Ombeline de Jully, moniale cistercienne.
- Hugues de Saint-Victor, philosophe, théologien et auteur mystique.

date incertaine (vers 1141)
- Gregorio Papareschi, cardinal italien.

## Crédit d'auteurs
- Cet article est partiellement ou en totalité issu de l'article intitulé « 1141 » (voir la liste des auteurs).